# Haixid
Els Haixid són una federació tribal, la més gran i important del Iemen. Viuen a les muntanyes del nord i nord-oest. El seu cap, xeic Abdullah ibn Husayn al-Ahmar, que va morir el 29 de desembre del 2007, fou una personalitat política molt important del Iemen.
El seu ancestre tradicional fou Haixid, germà de Bakil, fills de Jashim ibn Jubran ibn Nawf Bin Tuba'a ibn Zayd ibn Amro ibn Hamdan. Els Banu Hamdan, dels que van sorgir, eren ja una tribu destacada al segle I i són esmentats a les inscripcions sabees, però els haixid i bakil ja existien abans del segle i. Al segle iii part de les tribus hamdan van emigrar i Síria i els haixid i bakil es van aliar llavors als himyarites.
Quan Mahoma va enviar al Iemen a Khalid ibn al-Walid i va començar la islamització el 622, les tribus d'origen hamdan no hi van ser favorables; mentre les tibus de la Tihama i Nadjran acceptaven la nova religió, les tribus de les muntanyes es van mantenir contraris. Mahoma va enviar llavors al seu cosí Alí ibn Abi Tàlib, que fou més afortunat i va convertits a les tribus hamdanites. A la mort del Profeta aquestes trribus van restar musulmanes i no van participar en la Rida.
Sota el califa Alí ibn Abi Tàlib, les tribus li van fer costat; després de la seva derrota i més tard la dels seus fills, no es van oposar als omeies ni van buscar l'aliança amb altres tribus alides. Posteriorment es va produir l'emigració cap al nord d'Àfrica i Hispània, però gran part de les tribus hamdanites va restar al Iemen i els haixid i els bakil van esdevenir els dos grups més importants aprofitant la sortida de les tribus nòmades més poderoses. Al començament del segle X les tribus hamdanites va convidar a l'imam al-Hadi Yahya ibn al-Hussain ibn al-Kasim (un membre dels alides hasànides) que es va establir a les muntanyes i va introduir el zaydisme, una forma moderada del xiïsme. La gran tribu hashim es va mostrar sempre hostil a qualsevol poder exterior, i mai es va deixar dominar completament pels otomans.
L'Imam Yahya va voler sotmetre a les tribus i va fer diverses campanyes que van eliminar el poder de la major part d'aquestes, però no el dels haixid i bakil confederades (Haixid wa-Bakil). Aquestes van donar suport a la república però es van oposar a la limitació del seu poder, que encara conserven.

## Nota
1. ↑  «thearabhistory.com: Qahtan». Arxivat de l'original el 2007-09-28. [Consulta: 29 juny 2009].